# Ślimaczarz Catesby’ego
Ślimaczarz Catesby’ego (Dipsas catesbyi) – gatunek niejadowitego węża z rodziny połozowatych (Colubridae). Występuje w północno-środkowej amazońskiej części Ameryki Południowej. Prowadzi głównie nadrzewny tryb życia.

## Systematyka
Takson ten po raz pierwszy zgodnie z zasadami nazewnictwa binominalnego opisał w 1796 roku niemiecki zoolog Ulrich Jasper Seetzen w drugim tomie Zoologisches Archiv. Autor nadał mu nazwę Coluber catesbeji, a jako miejsce typowe wskazał Amerykę. Holotyp nieznany.

### Etymologia
- Dipsas: gr. διψας dipsas, διψαδος dipsados „jadowity wąż, którego ukąszenie wywołuje silne pragnienie”[6].
- catesbyi: na cześć Marka Catesby′ego – brytyjskiego podróżnika[4].

## Morfologia
Jest to małej wielkości wąż o małej głowie, dużych wypukłych oczach o czarnych tęczówkach. Górne części ciała są białe w pierwszej 1/3 długości od głowy i ciemnobrązowe w dalszych częściach z charakterystycznym wzorem czarnych plam grzbietowych od 15 do 35, które mają kształt owalny z białymi obwódkami, położonymi prawie naprzeciw dwóch boków, nie wychodzącymi poza linię grzbietową. Głowa ciemnobrązowa z białą obwódką wokół pyska i na szyi. Dolne części ciała białe z czarnoszarymi plamami. Gatunek ten może być mylony z Dipsas pavonia.
Wymiary:
|                          | Samiec   | Samica   |
| Długość całkowita (mm)   | 685      | 726      |
| Długość SVL (mm)         | 493      | 526      |
| Łuski grzbietowe (rzędy) | 13/13/13 | 13/13/13 |
| Tarczki brzuszne         | 164–202  | 167–189  |
| Tarczki podogonowe       | 86–118   | 72–102   |

## Występowanie
Ślimaczarz Catesby’ego występuje na nizinach, podgórzach od wschodnich stoków Andów na wschód w prawie całym obszarze Amazonii, w Boliwii, Peru, Ekwadorze (w prowincjach Sucumbíos, Orellana, Napo, Morona Santiago, Pastaza, Zamora Chinchipe), Kolumbii, Wenezueli, Gujanie, Surinamie, Gujanie Francuskiej i Brazylii. Występuje na wysokości do 1600 m n.p.m.

## Ekologia i zachowanie
Gatunek ten występuje w tropikalnych wilgotnych lasach nizinnych, tropikalnych wilgotnych lasach górskich, lasach galeriowych, lasach okresowo zalewanych, ale również na plantacjach, hodowlach bananowców, pastwiskach i wiejskich ogrodach. Prowadzą nocny, głównie nadrzewny tryb życia. Największą aktywność wykazują w okresach wilgotnych, w trakcie opadów deszczu czy mżawki. Żerują na poziomie gruntu, ale częściej na gałęziach drzew i krzaków na wysokościach do 1,8 m nad poziomem gruntu. Zwiększona aktywność w okresach wilgotnych związana jest przede wszystkim z dietą tego gatunku, która składa się głównie ze ślimaków. Spotykane były także na drzewach na wysokości do 20 m nad ziemią. Jest gatunkiem jajorodnym, w lęgu stwierdzono od 1 do 6 jaj o największym wymiarze 35,5 mm.

## Status
W Czerwonej księdze gatunków zagrożonych IUCN ślimaczarz Catesby’ego jest klasyfikowany jako gatunek najmniejszej troski (LC, ang. Least Concern). Gatunek ten jest opisywany jako pospolity w północno-wschodnim Peru, trend i liczebność populacji nie są określone.